# Шемендюк Петро Семенович
Петро́ Семе́нович Шемендю́к (нар. 29 червня 1916 — пом. 19 липня 2001) — радянський військовий льотчик часів Другої світової війни, заступник командира ескадрильї 157-го винищувального авіаційного полку 273-ї винищувальної авіаційної дивізії (5-й винищувальний авіаційний корпус 16-а повітряна армія), старший лейтенант. Герой Радянського Союзу (1943).

## Біографія
Народився 29 червня 1916 року в селі Липняжка, нині Добровеличківський район Кіровоградської області в селянській родині. Українець. Після закінчення 7 класів вступив до Одеської школи ФЗУ, де здобув спеціальність теслі. З 1930 року працював теслею та арматурником на будовах Одеси. У 1934 році за мобілізацією ЦК ВЛКСМ виїздить на будівництво Комсомольська-на-Амурі. До 1939 року — бригадир теслярів, керівник групи «Дальзаводу». Навчався у місцевому аероклубі.
У лавах РСЧА з 1938 року, коли разом з Олексієм Маресьєвим направлений на навчання до Читинської військової авіаційної школи льотчиків, а у 1940 році закінчує Батайську військову авіаційну школу льотчиків.
Учасник німецько-радянської війни з червня 1941 року. Війну зустрів пілотом 158-го винищувального авіаційного полку на одному з аеродромів під Псковом. Свій перший повітряний бій провів 25 червня, коли у складі шістки винищувачів Як-1 під командуванням командира ескадрильї Петра Покришева вступили в сутичку з бомбардувальниками ворога.
До квітня 1942 року командир авіаланки 1-ї ескадрильї 193-го винищувального авіаційного полку лейтенант П. С. Шемендюк здійснив 115 бойових вильотів, у повітряних боях збив особисто 4 і в складі групи — 3 літаки супротивника.
Лише період з 20 травня по 25 серпня 1942 року заступник командира ескадрильї старший лейтенант П. С. Шемендюк здійснив понад 70 бойових вильотів, в 10 повітряних боях збив 3 літаки супротивника.
До 2 червня 1943 року на Калінінському і Центральному фронтах на літаках Як-1 і ЛаГГ-3 здійснив 261 бойовий виліт, провів 40 повітряних боїв, у яких збив особисто 13 і в складі групи — 6 літаків супротивника.
1 серпня 1943 року П. С. Шемендюк на Як-1 у складі групи вилетів на прикривати наземні війська південніше Орла. На підступах до міста група вступила в повітряний бій з винищувачами ворога. В ході бою, рятуючи товариша, направив свій літак напереріз ворогу, прийнявши увесь вогонь ворожого кулемета на себе. Зібравши сили, покинув палаючого літака (у 1959 році жителі села Мохове Кромського району Орловської області на глибині 7 метрів відкопали літак Шемендюка П. С.). Тривалий час лікувався у шпиталі, внаслідок поранення втратив ліву руку.
Війну майор П. С. Шемендюк закінчив у Східній Пруссії на посаді помічника командира з повітряно-стрілецької служби 130-ї винищувальної авіаційної дивізії.
У 1946 році вийшов у відставку. Мешкав у Калінінграді, працював заступником начальника відділу тресту «Калінінграденерго». 1983 року переїхав до Херсона, працював директором Музею історії комсомолу Херсонщини, а після його закриття — у Фонді реабілітації інвалідів.
Помер 19 липня 2001 року. Похований на міському цвинтарі Херсона.

## Нагороди
Указом Президії Верховної Ради СРСР від 24 серпня 1943 року за зразкове виконання бойових завдань командування на фронті боротьби з німецькими загарбниками та виявлені при цьому відвагу і героїзм, старшому лейтенанту Шемендюку Петру Семеновичу присвоєне звання Героя Радянського Союзу з врученням ордена Леніна і медалі «Золота Зірка» (№ 1745).
Був нагороджений українським орденом Богдана Хмельницького 3-го ступеня (14.10.1999), радянськими двома орденами Леніна (22.06.1942, 24.08.1943), орденом Червоного Прапора (04.09.1942), двома орденами Вітчизняної війни 1-го ступеня (18.05.1945, 11.03.1985) і медалями.